# Anthopterus gentryi
Anthopterus gentryi là một loài thực vật có hoa trong họ Thạch nam. Loài này được Luteyn mô tả khoa học đầu tiên năm 1996.